# 2024年ウィンブルドン選手権
2024年ウィンブルドン選手権（The Championships 2024）は、イギリス・ロンドンにあるオールイングランド・ローンテニス・クラブにて、2024年7月1日から7月14日まで開催された。

## 種目

### 男子シングルス
- 優勝： カルロス・アルカラス

### 女子シングルス
- 優勝： バルボラ・クレチコバ

### 男子ダブルス
- 優勝： ハリ・ヘリオヴァーラ、 ヘンリー・パッテン

### 女子ダブルス
- 優勝： 謝淑薇、 バルボラ・ストリコバ

### 混合ダブルス
- 優勝： ヤン・ジェリンスキ、 謝淑薇

| 前回 2024年全仏オープン         | グランドスラム大会 2024年   | 次回 2024年全米オープン         |
| 前回 2023年ウィンブルドン選手権 | ウィンブルドン選手権 2024年 | 次回 2025年ウィンブルドン選手権 |